# Salticus beneficus
Salticus beneficus là một loài nhện trong họ Salticidae.
Loài này thuộc chi Salticus. Salticus beneficus được Octavius Pickard-Cambridge miêu tả năm 1885.